# Elisabeth Van de Vyvere-Plasky
Pour les articles homonymes, voir Van de Vyvere et Plasky.
Elisabeth Van de Vyvere, épouse Plasky, née le 14 décembre 1865 à Ixelles et morte en 1944, est une écrivaine belge et la première femme inspectrice du travail en Belgique.
Durant toute sa carrière, elle milite pour l'émancipation des femmes de la classe ouvrière et la création d'un système de garde d'enfants public et gratuit.

## Biographie

### Jeunesse et famille
Élise Van de Vyvere naît à Ixelles en 1865, fille de l'architecte Edmond Van de Vyvere et de Jeanne Marie Block. Elle bénéficie d'une bonne éducation et enseigne les belles lettres dans les familles aisées.
En 1883, elle épouse le peintre Eugène Plasky (1851-1905). Ils ont cinq enfants ensemble.

### Carrière

#### Écriture
Elle écrit divers textes littéraires, articles, poésies et comédies sous le pseudonyme de Stella.
À partir de 1897, elle s'oriente vers les questions sociales et collabore avec le Journal de Bruxelles et Le Petit Belge.

#### L'inspection du travail
En 1901, elle est la première femme à être nommée inspectrice du travail et s'investit pour les droits des travailleuses et contre l'alcoolisme.
Elle participe à divers congrès nationaux et internationaux sur la protection de l'enfant où elle présente des rapports détaillés : Rapport sur l'esprit d'épargne dans les écoles de bienfaisance au Congrès de Liège en 1905, Rapport sur la protection de la petite enfance et Rapport sur les moyens de vulgariser l'hygiène et la puériculture au Congrès de Bruxelles en 1913, Rapport sur l'enfance anormale au Congrès de Bruxelles en 1921. Elle aborde également les sujets des mères ouvrières et de la petite enfance, l'instruction obligatoire et le travail des enfants.
En 1909, elle rédige un premier rapport sur la garde d'enfants en Belgique, basé sur l'analyse de 49 crèches, dont 17 à Bruxelles et 8 à Gand. Elle estime que la garde d'enfants fait partie du secteur public et devrait être gratuite. Il s'agit d'un droit et d'un moyen d'émanciper les femmes de la classe ouvrière mais, à l'époque, il y a 3 000 places de crèches pour quelque 300 000 enfants qui devraient en bénéficier.
Entre 1921 et 1944, elle est présidente du Comité travail et prévoyance sociale du Conseil national des femmes de Belgique.
Pendant l'entre-deux-guerres, elle est présidente de la Société pour la défense et l'apprentissage des métiers féminins, qui s'efforce de défendre les emplois des femmes, notamment dans le secteur de la dentelle.
Elle prône l'intervention de l'État dans le monde du travail, y compris le travail à domicile. Malgré sa vision traditionnelle de la femme au foyer, elle se bat pour les droits des femmes travailleuses, pour l'amélioration de leurs conditions de travail, l'ouverture de crèches et d'écoles gardiennes. Elle est également en faveur de l'enseignement primaire obligatoire.
Son féminisme est modéré, elle n'est pas favorable au droit de vote des femmes ou à leur rôle en politique et elle préconise d'orienter les filles vers des métiers dits « féminins ».

## Publications
- Les Pensions ouvrières (1904)
- Les Œuvres de l'assistance par le travail établies en Belgique pour les femmes (1906)
- Pages de la vie. L'alcoolisme (1904)
- La Lutte contre l'alcoolisme (1911)